# El alcalde de Zalamea (película de 1954)
El alcalde de Zalamea es una película española basada en la obra homónima de D. Pedro Calderón de la Barca dirigida por José Gutiérrez Maesso y estrenada en 1954, es la segunda película española que afronta el tema, siendo la versión anterior de 1914. 

## Argumento
Una compañía de soldados al mando del capitán don Álvaro de Ataide (Alfredo Mayo) llega a la localidad de Zalamea de la Serena, en Badajoz, a causa de la guerra de Portugal. El capitán de ascendencia nobiliaria está alojado en la casa de un rico labrador, Pedro Crespo (Manuel Luna), alcalde de la villa, a cuya hija Isabel (Isabel de Pomés) Don Álvaro seduce. Pedro Crespo intenta remediar la situación y que Don Álvaro se case con Isabel, pero Don Álvaro la rechaza por no ser de la nobleza. Este desprecio hiere el honor de toda la familia de Pedro. Aún sin poseer jurisdicción sobre el militar, Pedro Crespo manda prenderle y hace ajusticiar a Don Álvaro ahorcándole. Finalmente el Rey Don Felipe II (Fernando Rey), revisa la decisión del alcalde, la ratifica y nombra a Pedro Crespo alcalde perpetuo de Zalamea.